# 双生植物真菌病毒目
双生植物真菌病毒目（学名：Geplafuvirales）是Repensiviricetes纲下的一个目。

## 下属分类
本目包括以下科：
- 双生病毒科 Geminiviridae
- 类双生病毒科 Genomoviridae